# Ron van den Hout

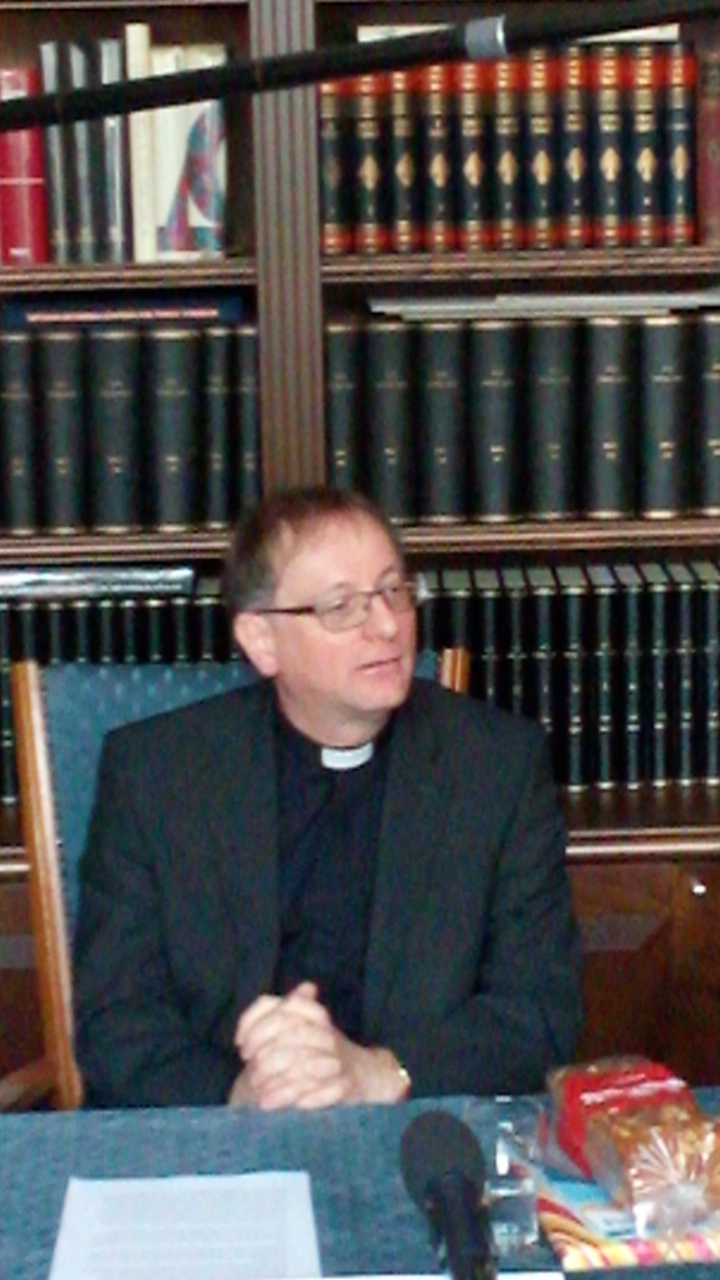
Ron van den Hout

Wappen von Ron van den Hout als Bischof von Roermond

Ron van den Hout, mit vollem Namen Cornelis Franciscus Martinus van den Hout (* 11. November 1964 in Tilburg) ist ein niederländischer römisch-katholischer Geistlicher und  Bischof von Roermond.

## Leben
Ron van den Hout wurde als Sohn eines Autoschlossers geboren und wuchs in Diessen auf. Er studierte Landwirtschaft und Gartenbau an der HAS Hogeschool in ’s-Hertogenbosch und nach Abschluss dieses Studiums Theologie. Er empfing am 5. Juni 1993 das Sakrament der Priesterweihe. Ende des Jahres 2011 ernannte ihn der Bischof von ’s-Hertogenbosch, Antonius Hurkmans, zu seinem zweiten Generalvikar neben dem Weihbischof Robert Mutsaerts. Er behielt dieses Amt zunächst auch unter dem 2016 eingeführten Nachfolger Hurkmans’, Bischof Gerard de Korte, der zuvor Bischof von Groningen-Leeuwarden gewesen war und dieses Bistum vakant gelassen hatte.
Am 1. April 2017 ernannte ihn Papst Franziskus zum Bischof von Groningen-Leeuwarden. Willem Jacobus Kardinal Eijk weihte ihn am 3. Juni 2017 zum Bischof. Mitkonsekratoren waren Gerard de Korte und Robert Mutsaerts.
Papst Franziskus bestellte ihn am 21. Juni 2024 zum Bischof von Roermond.
Am 24. August 2024 nahm er sein neues Bistum in Besitz.

## Wahlspruch
Als Wahlspruch wählte Bischof Cornelis van den Hout einen Spruch, der sich an die niederländische Fassung eines Gebetstextes aus dem dritten Hochgebet anlehnt: In exilio spes („Im Exil ist Hoffnung“).